# Kökkyri
Kökkyri är en ö i Finland.   Den ligger i kommunen Leppävirta i den ekonomiska regionen  Varkaus ekonomiska region  och landskapet Norra Savolax, i den sydöstra delen av landet, 300 km nordost om huvudstaden Helsingfors. Kökkyri ligger i kommunen Leppävirta i sjön Paljakka.